# هایک سارگسیان (دولتمرد)
هایک زاره‌ای سارگسیان (ارمنی: Հայկ Զարեհի Սարգսյան؛ زادهٔ ۹ اوت ۱۹۹۲) یک حسابدار و سیاستمدار اهل ارمنستان است که از تاریخ ۲۰۱۹ تا کنون سمت نمایندگی دوره‌های هفتم و هشتم مجلس ملی جمهوری ارمنستان را برعهده داشت.

## زندگی‌نامه
در ۹ اوت ۱۹۹۲ در ایروان به دنیا آمد و از دانشگاه دولتی اقتصاد ارمنستان فارغ‌التحصیل شد. 